# Coptopteryx
Coptopteryx es un género de insectos mantodeos de la familia Coptopterygidae. Es originario de América.

## Especies
- Coptopteryx argentina
- Coptopteryx bonariensis
- Coptopteryx brevipennis
- Coptopteryx claraziana
- Coptopteryx constricta
- Coptopteryx ermannoi
- Coptopteryx fallax
- Coptopteryx gayi
- Coptopteryx gigliotosi
- Coptopteryx gracilis
- Coptopteryx inermis
- Coptopteryx magna
- Coptopteryx parva
- Coptopteryx platana
- Coptopteryx precaria
- Coptopteryx pusilla
- Coptopteryx spinosa
- Coptopteryx thoracica
- Coptopteryx thoracoides
- Coptopteryx viridis